# Aladár Párik
Aladár Párik (1. ledna 1914 – 29. března 1964) byl slovenský fotbalista.

## Fotbalová kariéra
V československé lize hrál za I. ČsŠK Bratislava. Gól v lize nedal.

## Ligová bilance
| Ročník              | Zápasy | Góly | Minuty | Klub               |
| ------------------- | ------ | ---- | ------ | ------------------ |
| Státní liga 1935/36 | 2      | 0    | 180    | I. ČsŠK Bratislava |
| CELKEM 1. liga      | 2      | 0    | 180    |                    |